# Парковая улица (Санкт-Петербург)
Па́рковая улица — улица в Московском районе Санкт-Петербурга. Проходит от Заставской улицы до Витебского проспекта. Одна из нескольких Парковых улиц, существующих в пределах Петербурга. Кроме неё, Парковые улицы есть также в Пушкине, Петергофе, Павловске, Красном Селе (Дудергофе) и некоторых других частях города.

## История
Название Парковая улица известно с 1908 года, дано в связи с расположением на нечётной стороне улицы Воздухоплавательного парка. Первоначально проходила от Заставской улицы не доходя до Витебского проспекта. В 1911 году продлена до Витебского проспекта без изгиба. 16 января 1964 года трасса изменена на современную с присоединением части Артуровской улицы.
Название Артуровская улица известно с 1908 года, дано в память обороны Порт-Артура во время Русско-японской войны 1904—1905 годов. Первоначально проходила от Витебского проспекта на юг, в конце 1950-х годов продлена до Заставской улицы. В 1964 году северный участок был присоединён к Парковой улице, остальная часть упразднена.

## Достопримечательности
- д. № 5 (литеры Б, В, Д, И, М, О, С, Т, Ф, Х), № 7 (литеры Б, К, М, П, Р.), № 9 (литеры З, Л, Н) — Офицерская Воздухоплавательная школа, многие корпуса были построены до 1917 года[3].
- д. № 6 — механический завод.